# Sudimlja
Sudimlja (en serbe cyrillique : Судимља) est un village de Serbie situé dans la municipalité de Brus, district de Rasina. Au recensement de 2011, il comptait 26 habitants.

## Démographie
| 1948 | 1953 | 1961 | 1971 | 1981 | 1991 | 2002 | 2011 |
| ---- | ---- | ---- | ---- | ---- | ---- | ---- | ---- |
| 261  | 289  | 284  | 263  | 169  | 91   | 50   | 26   |

|  |